# Chiesa di San Pantaleone (Courmayeur)
La chiesa di San Pantaleone è il principale luogo di culto cattolico di Courmayeur, ed è situata in piazza abbé Henry (l'entrata è rivolta verso la strada del Villair).

## Storia

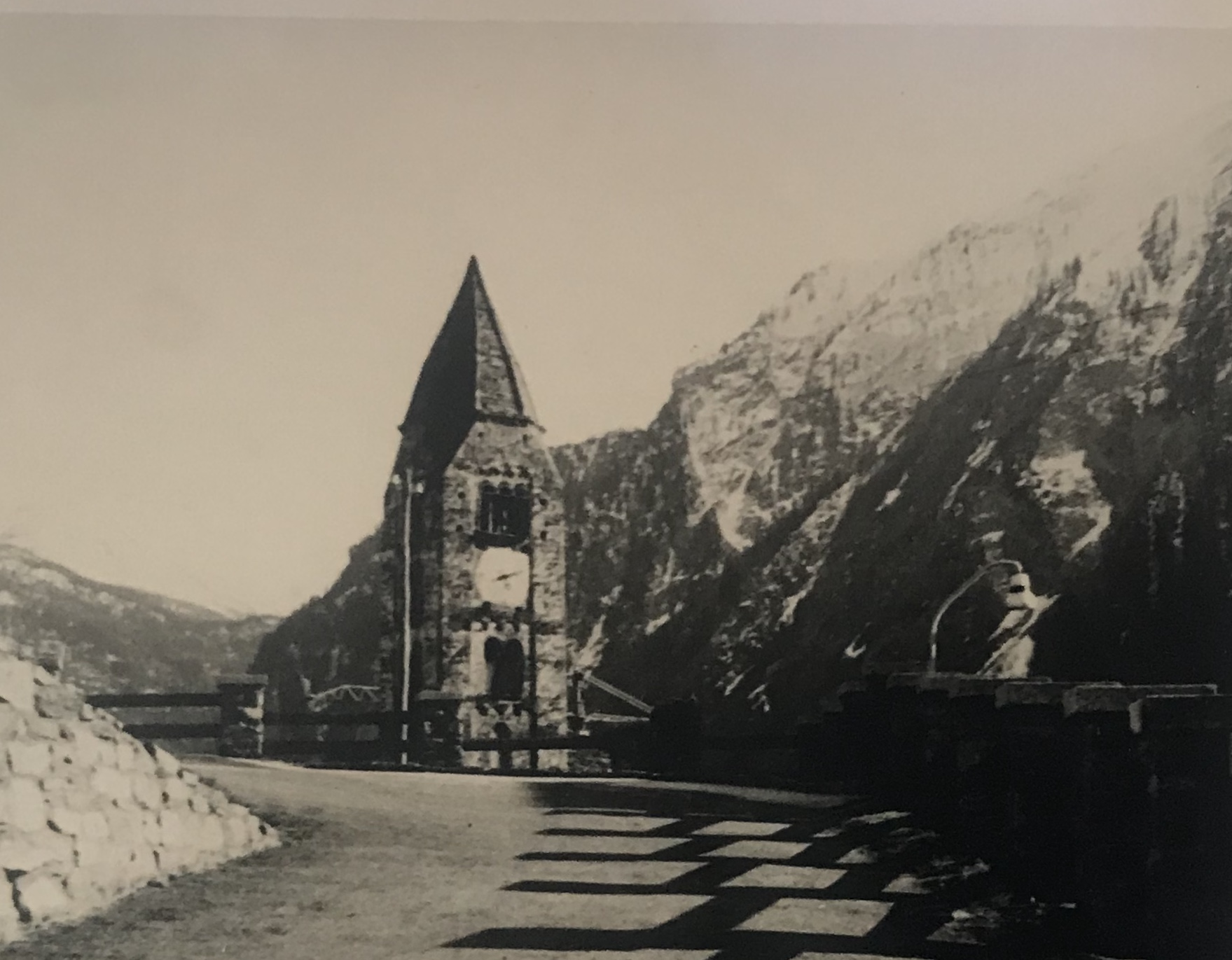
Il campanile intorno al 1960

Si ha notizia di un precedente luogo di culto, ad una sola navata, fin dal 1227, parzialmente demolito, poi, perché pericolante e sostituito dall'attuale chiesa. Di esso resta il campanile, databile tra XI e XII secolo, sormontato da una cuspide più tarda (fine XIV-inizio XV secolo.
L'edificio attuale, consacrato il 13 luglio 1742 da Pierre-François de Sales, vescovo di Aosta, è opera di maestranze provenienti dalla Valsesia guidate da Michel e Jean-Pierre Mourqua e Pierre Caristia.
Nel corso di interventi di consolidamento delle strutture, effettuati negli anni 1997-1999, è stato possibile verificare come la chiesa, e gli edifici sottostanti di III secolo, poggino tutti sull'instabile terreno di un'antica frana, causa principale del danneggiamento del primitivo luogo di culto.

## Descrizione

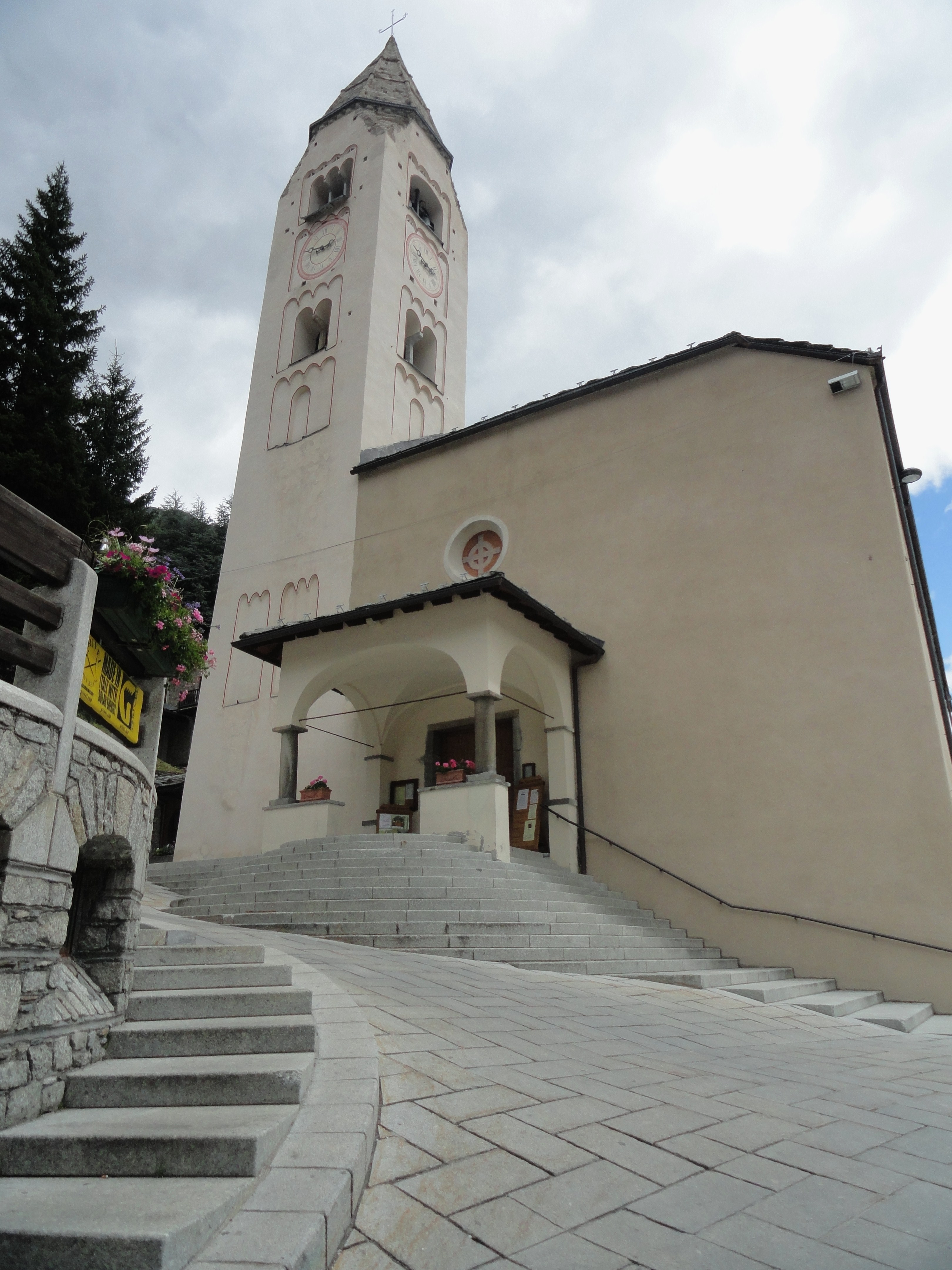
La facciata.

### Esterno
La facciata, molto semplice e ricoperta da intonaco, si presenta asimmetrica, per l'inserimento del campanile subito a lato del portale d'ingresso. Quest'ultimo, sormontato da un rosone circolare, è preceduto da una scalinata culminante in un protiro. A metà del fianco destro dell'edificio, una doppia scalinata conduce al piccolo balcone coperto dal quale, un tempo, al termine della Messa, veniva data pubblica lettura di bandi ed editti. Da questo balcone, inoltre, si può anche accedere alla chiesa tramite una piccola porta. In alto, cinque finestre rettangolari danno luce all'interno della chiesa.

### Interno

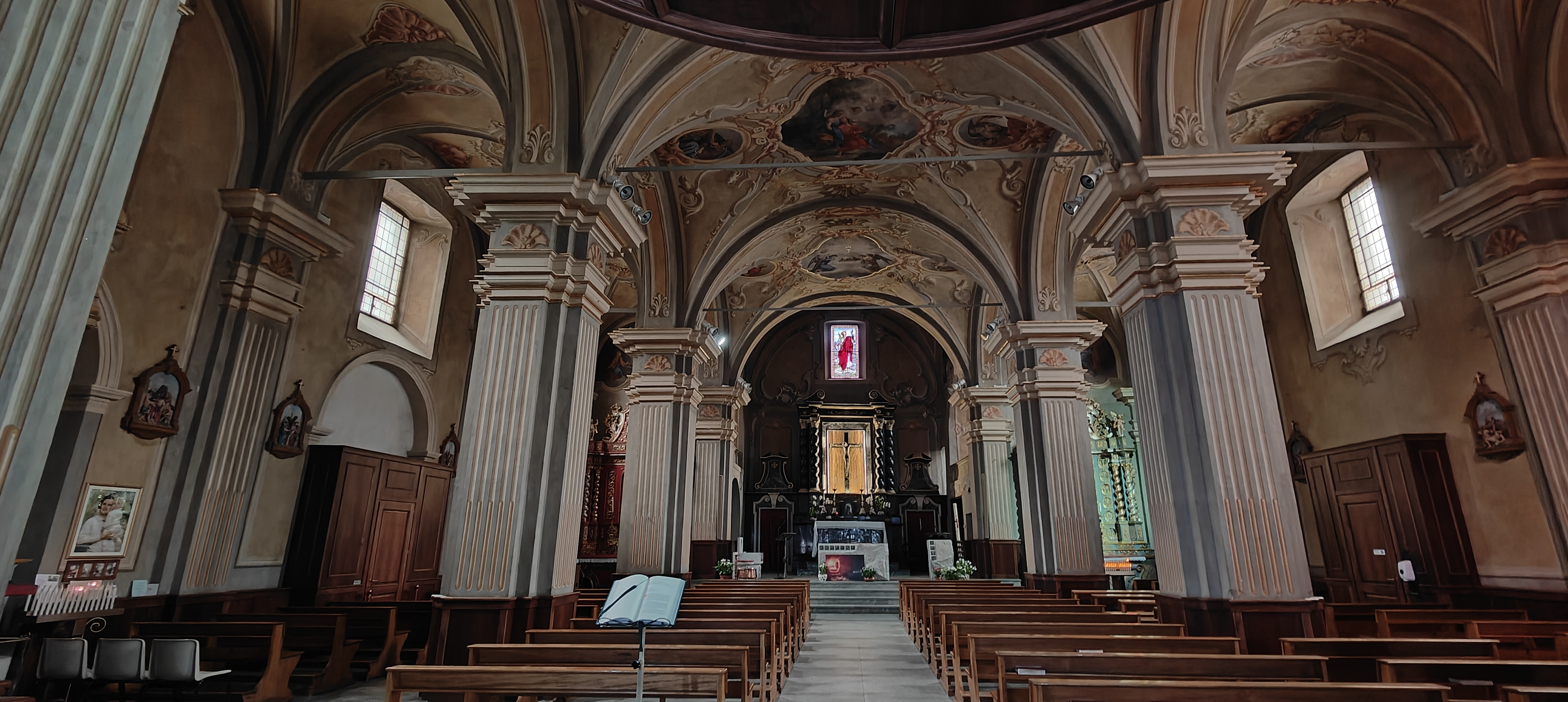
Interni, a Sx angolo dedicato a Gianna Beretta Molla

A pianta rettangolare e priva di abside, la chiesa si articola in tre navate a sala, scandite da sei pilastri rettangolari con lesene sui quali poggiano archi a tutto sesto. L'interno dell'edificio, decorato agli inizi del XVIII secolo da Giacomo Gnifetti, fu nuovamente decorato nel 1957 dal pittore Nino Pirlato. Nel 1941 l'Pala d'altare posta sull'altar maggiore, realizzato nel XVIII secolo in marmi policromi, venne sostituita con un crocifisso, opera dello scultore torinese Emilio Musso. Sopra l'altare è una finestra rettangolare chiusa da una vetrata policroma raffigurante Pantaleone di Nicomedia. Ai lati del presbiterio si trovano due altari settecenteschi, dedicati l'uno alla Madonna del Rosario e l'altro a san Giuseppe e sant'Antonio abate. Altri due altari, realizzati nel XIX secolo, chiudono le navate laterali, dedicati rispettivamente a santa Rita e al Sacro Cuore di Gesù.
Allo scampato pericolo della peste del 1630 è legato il quadro raffigurante san Sebastiano che si trova nella navata sinistra, che ospita anche un ex-voto del 1704 donato dalla comunità per non aver subito saccheggi durante le invasioni francesi del 1691 e 1704: si tratta di un quadro in cui sono raffigurati gli invasori che scendono dal Piccolo San Bernardo, un angelo e gli abitanti di Courmayeur raccolti in preghiera alle porte del paese.
Lungo i muri perimetrali della chiesa sono posti i quadri della Via Crucis, realizzati nel XIX secolo. All'interno della chiesa si trova pure un fonte battesimale moderno (1949).

### Organo a canne
Sulla cantoria in controfacciata, si trova l'organo a canne Vegezzi-Bossi opus 363, costruito nel 2012.

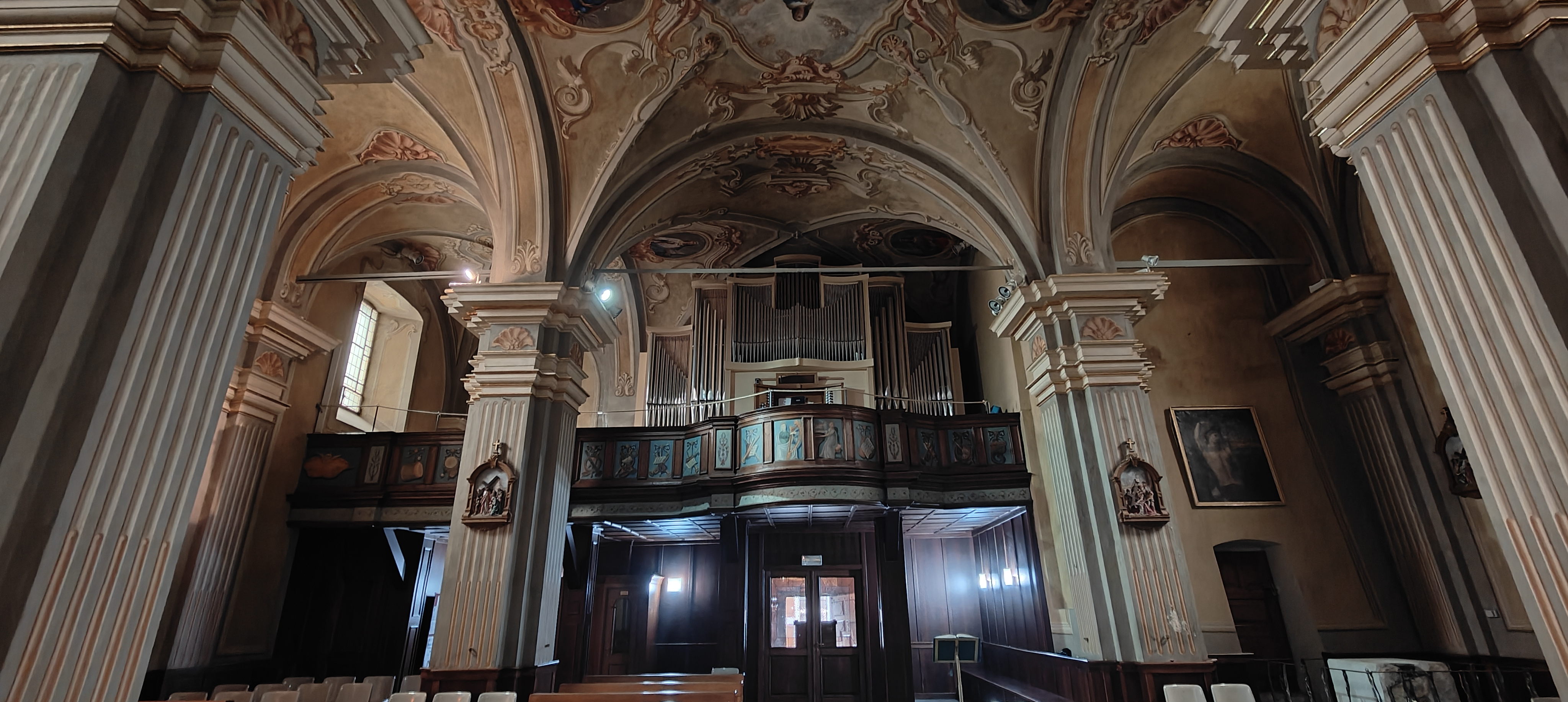
L'organo posto sopra l'ingresso principale

Lo strumento ha 35 registri ed è a trasmissione mista, meccanica per i manuali ed elettrica per il pedale, i registri e le unioni e gli accoppiamenti. La consolle, a finestra, ha tre tastiere (rispettivamente: Espressivo, Grand'Organo e Positivo aperto) di 61 note la prima e di 58 la seconda e la terza, e una pedaliera dritta di 30 note.